# 羅克蘭 (內華達州)
羅克蘭（英語：Rockland）是位於美國內華達州萊昂縣的鬼鎮。

## 歷史
羅克蘭的郵局於1871年設立，其後於1909年停運。

## 地理
羅克蘭所處的海拔為高於海平面1725米（即5659英呎），而該地所採用的時區為UTC-8，即太平洋时区（PST）。同時該地設有夏令時間，為UTC-8調快一小時，即UTC-7（PDT）。